# Sprechlage (Linguistik)
Von einer Sprechlage spricht man in der Linguistik, speziell in der Varietätenlinguistik, bei einem Verdichtungsbereich oder einer Varietät einer Sprache, die keine Vollvarietät darstellt, jedoch durch konventionalisierte allophonische und/oder allomorphische Variationen innerhalb einer Vollvarietät ausgezeichnet ist, die mit situativen, sozialen, oder räumlichen Gegebenheiten korreliert und keine sogenannte Fachsprache darstellt. Sie ist immer Teil eines Varitätenverbands, der sich zusammensetzt aus Sprechlagen, Fachsprachen und der zugrundeliegenden Vollvarietät, also einem Dialekt, Regiolekt oder einer Hochsprache. Eine Sprechlage ähnelt so gesehen funktional einem sprachlichen Register. Eine Sprechlage kann bei entsprechendem Ausbau auch als Soziolekt gesehen werden. Auch ein Funktiolekt kann in der Regel als eine Sprechlage gesehen werden.